# Ashstead Beck
Der Ashstead Beck ist ein Wasserlauf in Cumbria, England. Er entsteht südöstlich des High House Bank und fließt in südöstlicher Richtung, bis er bei seinem Zusammentreffen mit dem Wolfhowe Gill und dem Kidshowe Beck den River Mint bildet.